# Dugaria
Pericyma là một chi bướm đêm thuộc họ Noctuidae.